# Gare de Rugby
La gare de Rugby est une gare ferroviaire desservant la ville de Rugby au Royaume-Uni.

## Histoire
La première gare a été ouverte le 9 avril 1838 lorsque la ligne de Londres à Birmingham a été construite.